# Нуйямаа
Ну́йямаа (фин. Nuijamaa) — бывший муниципалитет (кунта) провинции Южная Карелия в Финляндии. В 1989 году была присоединена к Лаппеэнранте.
Расстояние от Нуйямаа до центра Лаппеэнранты составляет 25 км, до Лауритсалы — 20 км, до Выборга — 32 км.

## История
Изначально площадь общины Нуйямаа в 1905 году, являвшейся составной частью Выборгской губернии, составляла 356 км². Но в 1940 году, после советско-финской войны, примерно половина этих земель была передана Советскому Союзу.
Нуйямаа — небольшое село, некоторые дома которого расположены рядом с погранполосой, а некоторые — внутри неё. Ширина финляндской погранполосы в этом месте не превышает 200 метров. Рядом находится озеро Нуйямаярви (фин. Nuijamaanjärvi), являющееся частью Сайменского канала. Оно разрезано госграницей пополам, и на нём недалеко от автомобильного пункта пропуска «Нуйямаа» расположены пирсы для досмотра следующих по Сайменскому каналу судов.
В поселке Нуйямаа расположен общественный пляж, не включённый в финскую пограничную зону. Линия границы расположена от него не далее 150 метров, и незадачливые купальщики могут случайно попасть в соседнюю Россию.
Среди достопримечательностей можно отметить небольшую деревянную церковь, сооружение которой было завершено в 1948 году под руководством Э.Т. Тойвиайнена.

## Пункт пропуска Нуйямаа-Брусничное

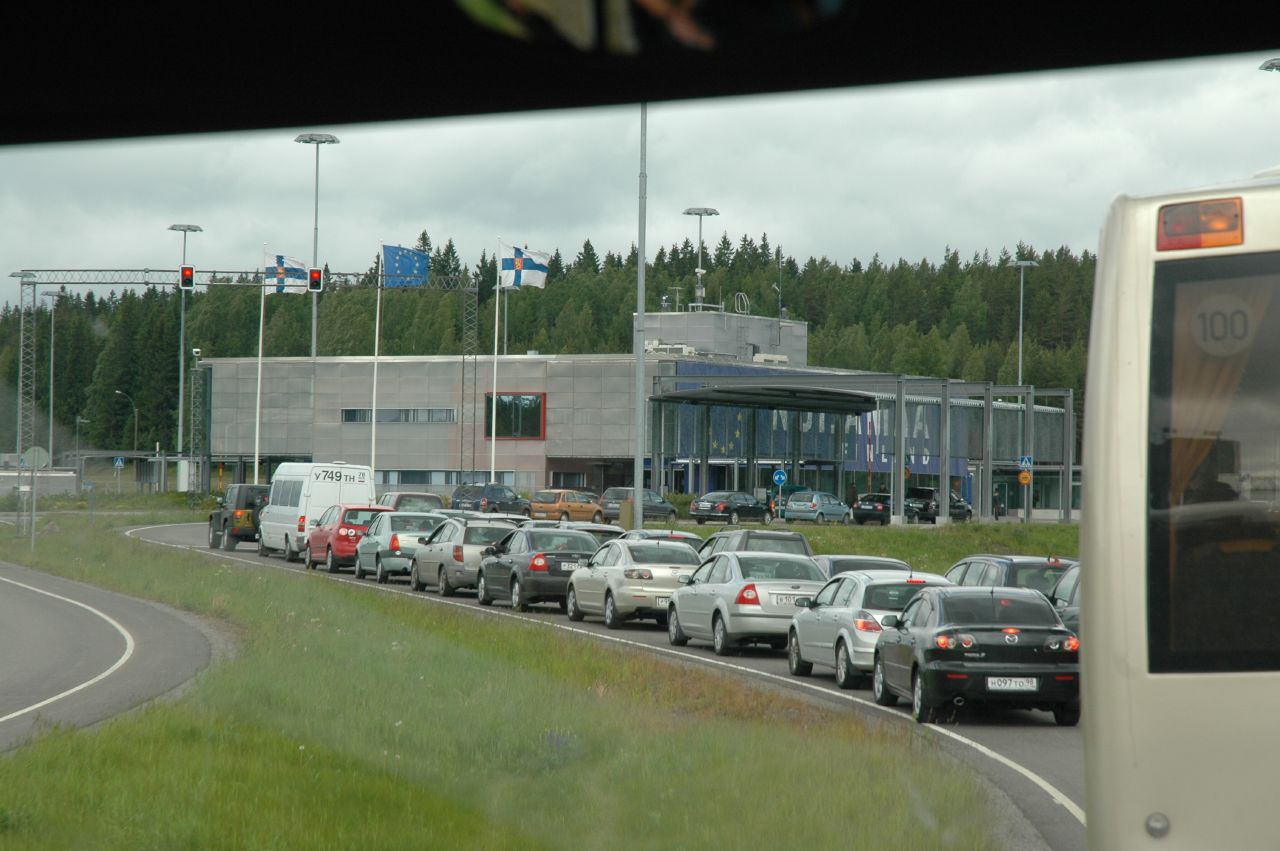
Автомобильный пункт пропуска.

1 июня 1975 года близ Нуйямаа был открыт международный автомобильный пункт пропуска (МАПП) на советско-финляндской границе. С российской стороны пограничный переход обслуживает МАПП Брусничное.
Код пункта выпуска для оформления таможенной декларации (Office of exit) — FI542300.
До 1987 года пограничный контроль осуществлялся полицией Финляндии возле старой Выборгской дороги. Пункт перехода в Нуйямаа открыли 16 декабря 1987 года (пункт пропуска первоначально находился на берегу озера Нуйямаярви, на берегу Сайменского канала на расстоянии одного километра на восток от нынешнего пункта).
В начале 1991 года ответственность за пограничный контроль перешла от полиции к Пограничной охране Финляндии.
С 2000 года переход начал работу в 24-часовом режиме и открыт для граждан всех стран. Через границу разрешается проезжать на автомобиле, а с 2005 года — и на велосипеде. Вместе с тем, до настоящего времени границу нельзя переходить пешком.
В сентябре 2006 года был открыт современный пункт пропуска. Для пассажирского движения добавили полосы и на въездной и на выездной части пункта пропуска. С января по август 2013 года число пересечений границы составило 2,4 миллиона, а в 2014 году — более 2,9 миллионов пассажиров и 1,15 миллионов транспортных средств.
На МАПП Нуйямаа отмечались попытки нелегального пересечения финской границы гражданами других стран.
С апреля 2021 года на пункте организовано обязательное тестирование на коронавирусную инфекцию COVID-19.